# Meta dvojno povečan prisekan dodekaeder
| Meta dvojno povečan prisekan dodekaeder | Meta dvojno povečan prisekan dodekaeder         |
| --------------------------------------- | ----------------------------------------------- |
|                                         |                                                 |
| Vrsta                                   | Johnsonovo telo J69-J70-J71                     |
| Stranske ploskve                        | 10+10 trikotnikov 10 kvadratov 2+10 petkotnikov |
| Oglišča                                 | 70                                              |
| Robovi                                  | 120                                             |
| Konfiguracija oglišča                   | 4x2+8x4(3.102) 2+2.4(3.4.5.4) 5x4(3.4.3.10)     |
| Grupa simetrije                         | C2v                                             |
| Dualni polieder                         | -                                               |
| Lastnosti                               | konveksen                                       |
| mreža telesa                            |                                                 |

Meta dvojno povečan prisekan dodekaeder je eno izmed Johnsonovih teles (J70).